# 4-Chlorbutanol
4-Chlorbutanol ist eine organische chemische Verbindung. Es handelt sich um ein in 4-Position chloriertes n-Butanol und zählt somit zur Gruppe der Chlorbutanole.

## Allgemein
4-Chlorbutanol kann durch Einleiten von Chlorwasserstoff in Tetrahydrofuran gewonnen werden, und ist ein Zwischenprodukt bei der Herstellung von 1,4-Dichlorbutan.
Es kann auch durch die Reaktion von 1,4-Butandiol mit Thionylchlorid in Gegenwart von Pyridin hergestellt werden.

## Reaktionen
Mit Chlorwasserstoff reagiert 4-Chlorbutanol unter Wasserabspaltung zu 1,4-Dichlorbutan weiter.
Bei der Reaktion mit Phosphortribromid wird 1-Brom-4-chlorbutan gebildet.
Beim Erhitzen von 4-Chlorbutanol auf über 85 °C wird Chlorwasserstoff abgespalten, es entsteht Tetrahydrofuran.

## Sicherheitshinweise
4-Chlorbutanol zeigte sich bei Mäusen mit oralen-LD50-Werten von 990 mg/kg und > 100 mg/kg bei intraperitonealer Gabe als mäßig toxisch. Dabei traten bei den Tieren bei hohen Dosen Veränderungen an der Leber, Muskelzucken sowie Magenblutungen auf.